# Citharichthys sordidus
Cá bơn cát Thái Bình Dương hay còn gọi là Pacific sanddab (Danh pháp khoa học: Citharichthys sordidus) là một loài cá vây tia trong họ cá bơn cát Paralichthyidae thuộc bộ cá thân bẹt. Đây là một trong những loài cá bơn cát phổ biến nhất, và nó chia sẻ môi trường sống của nó với cá bơn cát vây dài (C.xanthostigma) cá bơn cát (C. stigmaeus).

## Đặc điểm
Đây là loài cá thân bẹt cỡ trung, có màu nâu nhạt nâu đậm hoặc đen, thỉnh thoảng có đốm trắng hoặc đốm màu cam. Cá bơn cát Thái Bình Dương là loài đặc hữu của Bắc Thái Bình Dương, từ biển Nhật Bản đến bờ biển California. Chúng thường được tìm thấy ở độ sâu từ 50 đến 150 m (160–490 ft), mặc dù những con cá con sống ở những vùng nước nông hơn, thỉnh thoảng chung còn di chuyển xuống hồ thủy triều. Nó là một loài ăn thịt cơ hội, ăn nhiều loài giáp xác, cũng như cá, mực và bạch tuộc nhỏ hơn.
Đây là một loài cá câu thể thao phổ biến ở miền bắc California, được tìm thấy trên các thực đơn trong Vịnh Monterey và khu vực San Francisco, mặc dù khó tìm thấy hơn ở các nhà hàng và những khu chợ ở Nam California. Thường được bán đông lạnh, một số cho rằng nó là một món ăn, nhưng nó là rất phải chăng và khá ngon. Nó cũng phổ biến dọc theo bờ biển của Oregon và Washington, nơi mà nó có thể được tìm thấy dễ dàng hơn.